# 충무김밥
충무김밥(忠武―)은 경상남도 충무(현 통영시)에서 유래한 향토음식이다. 밥만 넣어 만 김밥에 오징어무침과 무김치를 따로 내와 먹는 음식이다.

## 역사
충무김밥이 생겨난 시기는 1930년대 즈음부터였다. 충무항 바다에 나가던 뱃사람들이 김밥을 도시락으로 싸가지고 나갔으나, 하루 종일 뱃일하고 밥 먹을 시기를 못 잡는 점, 특히 여름에 바다 위의 뜨거운 햇살로 인해 김밥 속이 쉽게 쉬어버리는 문제가 있었다. 그래서 해결한 방법이 김에 밥만 싸고, 속은 잘 상하지 않는 무침 반찬으로 분리해서 팔게 된 것이다. 처음에는 뱃머리 김밥이라고 불렸다. 남해 고속도로등이 생기기 이전 육로 교통이 발달하기 전에 여수 목포등지에서 부산으로 가는 속도가 느린 여객선들의 중간기착지가 충무였으며 여객선부두(뱃머리)근처에서 여객선 승객들을 대상으로 식사대용으로 많이 팔렸었다.
충무김밥이 전국적인 명성을 떨치게 된 데는 충무김밥을 잔뜩 들고 '국풍81'에 참가한 항남동 놀이마당 앞의 '원조 뚱보 할매' 어두이(魚斗伊) 할머니의 공이 크다고 한다.

## 형태
충무김밥은 손가락 정도 굵기의 속이 없는 김밥과 깍두기, 꼴뚜기 볶음 무침이라는 간단한 구성으로 되어 있다. 이외에 국물로 시래기국도 같이 내놓는다. 깍두기 외에 섞박지라고 부르는 크게 썬 무김치를 곁들이기도 한다. 꼴뚜기 대신 낙지, 오징어와 어묵으로 대체하기도 한다.
과거에는 각각의 반찬을 김밥의 양만큼 맞추어 내놓기 때문에 김밥의 양보다 더 많았으나, 오늘날에는 김밥의 양만큼 전체 반찬의 양을 맞춰놓는 경우가 많다.

## 원조 논란
충무김밥의 원조가 어디인지는 알려져 있지 않다. 더욱이 통영 곳곳의 충무김밥집들이 '원조' 간판을 걸고 내놓기 때문에 원조 충무김밥을 찾는 것이 어렵다. 보통 원조 충무김밥집으로는 일반적으로 '한일김밥'과 '통영할매'로 보고 있다. 이 곳은 원래 하나의 식당으로 운영하였으나 강구안 여객터미널이 폐쇄되어 광장으로 바뀌면서 따로 흩어져 식당을 차리면서 오늘에 이르고 있다.

## 같이 보기
- 통영시
- 통영꿀빵